# P'UNK〜EN〜CIEL
P'UNK〜EN〜CIEL（パンク アン シエル）は、日本のロックバンド。なお、このバンドはL'Arc〜en〜Cielのメンバーによるパートチェンジバンドとなっている。略称はP'UNK。

## 概要
L'Arc〜en〜Cielのメンバーがバンド内でのお遊びも兼ねて、2004年に活動を開始させたパートチェンジバンド。L'Arc〜en〜Cielのメンバーが別名義でパートチェンジバンドを行うのは、1996年に結成されたD'ARK〜EN〜CIEL以来約8年ぶりのこととなる。ただし、D'ARK〜EN〜CIELを結成したタイミングでは、sakuraがメンバーとして参加していたため、yukihiroが加入した後のL'Arc〜en〜Cielが行うパートチェンジはこれが初となる。
P'UNK〜EN〜CIELは、L'Arc〜en〜Cielとして発表してきた楽曲をリアレンジし、担当パートをシャッフルしてセルフカバーするバンドとなっている。なお、tetsuyaがボーカル、hydeがギター、yukihiroがベース、kenがドラムを担当している。さらに、メンバーそれぞれがアーティスト名義を変更しており、tetsuyaはTETSU P'UNK（2010年にT.E.Z P'UNKに改名）、hydeはHYDE P'UNK、yukihiroはYUKI P'UNK、kenはKEN P'UNKを名乗り活動している。
このパートチェンジバンドによるセルフカバー企画は、2004年に発表したシングル「自由への招待」から2011年に発表したシングル「GOOD LUCK MY WAY」までのシングル12作品で行われており、各シングルのカップリングとして1曲ずつ収録されている。また、2004年から2008年の約5年間に開催されたL'Arc〜en〜Ciel名義のライヴにおいて、アンコールの一発目でP'UNK〜EN〜CIELがセルフカバーを演奏する機会も多く設けられている。
約7年の活動を終え、2011年6月に発表したシングル「GOOD LUCK MY WAY」のリリースをもって、P'UNK〜EN〜CIELのカバー企画は終了し、新たなカップリング企画が始まっている。そして翌2012年2月にリリースされたL'Arc〜en〜Cielの12thアルバム『BUTTERFLY』の完全生産限定盤に、特典CDとしてP'UNK〜EN〜CIEL名義の最初で最後のアルバム『P'UNK IS NOT DEAD』が収録されることになった。このアルバムは、これまでにリリースした12曲全てを収録したベストアルバムと言える内容になっているが、全曲に新たなミックス、マスタリングが施されている。余談だが、T.E.Z P'UNKはこのアルバムを単体作品としてリリースすることを目指していたというが、レコード会社からの許可が降りなかったため、やむなく特典CDという形態でリリースすることになったと明かしている。なお、T.E.Z P'UNKは当時、このことに関し「悔しい」とこぼしていたという。そして、アルバム『P'UNK IS NOT DEAD』の発表をもって、完全にP'UNK〜EN〜CIELの活動は終了となった。

### 結成の経緯
KEN P'UNKは結成年の2004年に受けた音楽雑誌『GiGS』のインタビューにおいて、この企画が始まったきっかけに関し「企画としては…ヴォーカルを変えて「READY STEADY GO」を録ったよね（シングル「瞳の住人」に収録）。あの辺りから、楽器も替えて…みたいな匂いはあったんだよね。で、ライヴも近づいて、新曲（「自由への招待」）のリリースもあるっていうところで、hydeが言い出したのかな」と述べている。
HYDE P'UNKは結成当時に受けたインタビューの中で、この企画について「俺がギターが上手かったら、この曲は"メタル アン シエル"になってましたね（笑）」と述べている。また、KEN P'UNKは「（この企画は）会話みたいなものなんじゃないですかね。みんな大人になってどうでもいいこと話さなくなるじゃないですか。そのどうでもいいこと（笑）をその、パンク アン シエルで―― 楽器を変えることで、果たしてるような気がしますね」、T.E.Z P'UNKは「ある意味馬鹿馬鹿しいことを、大真面目にさらっとやれる余裕のあるところもラルクらしさだと思う」とそれぞれ語っている。

### 音楽性・楽曲制作
アレンジの方向性は、バンド名が示すように「原曲をパンク・ロック風にしていくこと」を基本としていたが、活動が進むにつれ、ハードロックやヘヴィメタルを意識したアレンジも増えている。そしてバンド活動後半期には、海外ミュージシャンをオマージュしたアレンジをするようになり、当初の企画内容から大幅に方向性が変わっている。具体的には、ハノイ・ロックスやスレイヤー、シド・ヴィシャス、アイアン・メイデン、モトリー・クルー、サイモン&ガーファンクルといったアーティストの楽曲をオマージュしたアレンジが施されている。
なお、P'UNK〜EN〜CIELでセルフカバー音源を制作するにあたっての楽曲の選定・アレンジは、メンバー4人が持ち回りで担当する決まりとなっている。T.E.Z P'UNKはこの企画が終了した後、アレンジ作業を振り返り「L'Arc〜en〜Cielの楽曲だとみんなでアレンジしたりアレンジャーさんと一緒にやったりとかやるけど、P'UNK〜EN〜CIELの場合自分ひとりでアレンジして。"こう叩いて!"、"こう弾いて!"、"これで!"ってもう完全に自分のアレンジをそのまま再現するってやり方だったんで、楽しかったですね」と述懐している。ちなみにP'UNK〜EN〜CIELでは、各パート3テイクまでというコンセプトでレコーディングを行っていたという。また、P'UNK〜EN〜CIELによるセルフカバーには、YUKI P'UNKによる掛け声（カウント）が一つのお約束として必ず入っている。
余談だが、P'UNK〜EN〜CIELの音源制作で採り入れらた「メンバー持ち回りで1人がメインでアレンジを担当する」というスタイルは、2011年10月発売のL'Arc〜en〜Ciel名義のシングル「X X X」から始まったカップリング企画「L'Acoustic Version」（L'Arc〜en〜Cielの過去の楽曲をアコースティック・アレンジする企画）において引き継がれている。

## メンバー
| 名前        | パート         | 備考                              |
| ----------- | -------------- | --------------------------------- |
| T.E.Z P'UNK | Vocal, Guitar  | 2009年まではTETSU P'UNK名義で活動 |
| HYDE P'UNK  | Guitar, Chorus |                                   |
| YUKI P'UNK  | Bass, Chorus   |                                   |
| KEN P'UNK   | Drums          |                                   |

## ディスコグラフィ
（※）いずれの作品もP'UNK〜EN〜CIEL名義でのリリースではなく、L'Arc〜en〜Ciel名義の作品として発表されたもの

### アルバム
|     | リリース日   | タイトル          | 収録CD                                                                                     |
| --- | ------------ | ----------------- | ------------------------------------------------------------------------------------------ |
| 1st | 2012年2月8日 | P'UNK IS NOT DEAD | L'Arc〜en〜Ciel名義で発表した12thアルバム『BUTTERFLY』の完全生産限定盤付属CDとしてリリース |

### シングル
|      | リリース日     | タイトル                     | アレンジ （原曲作曲者） | 収録シングル                            | 原曲収録CD                      |
| ---- | -------------- | ---------------------------- | ----------------------- | --------------------------------------- | ------------------------------- |
| 1st  | 2004年6月2日   | milky way                    | HYDE P'UNK （tetsuya）  | 24thシングル 「自由への招待」           | 5thアルバム 『HEART』           |
| 2nd  | 2005年1月13日  | Round and Round 2005         | KEN P'UNK （hyde）      | 25thシングル 「Killing Me」             | 4thアルバム 『True』            |
| 3rd  | 2005年4月6日   | 花葬 平成十七年              | HYDE P'UNK （ken）      | 26thシングル 「New World」              | 11thシングル 「花葬」           |
| 4th  | 2005年5月18日  | HEAVEN'S DRIVE 2005          | YUKI P'UNK （hyde）     | 27thシングル 「叙情詩」                 | 15thシングル 「HEAVEN'S DRIVE」 |
| 5th  | 2005年7月20日  | Promised land 2005           | TETSU P'UNK （ken）     | 28thシングル 「Link」                   | 5thアルバム 『HEART』           |
| 6th  | 2007年5月30日  | HONEY 2007                   | KEN P'UNK （hyde）      | 30thシングル 「SEVENTH HEAVEN」         | 11thシングル 「HONEY」          |
| 7th  | 2007年8月29日  | Feeling Fine 2007            | YUKI P'UNK （ken）      | 31stシングル 「MY HEART DRAWS A DREAM」 | 9thアルバム 『SMILE』           |
| 8th  | 2007年10月10日 | 夏の憂鬱 [SEA IN BLOOD 2007] | HYDE P'UNK （ken）      | 32ndシングル 「DAYBREAK'S BELL」        | 3rdアルバム 『heavenly』        |
| 9th  | 2007年11月14日 | I Wish 2007                  | TETSU P'UNK （tetsuya） | 33rdシングル 「Hurry Xmas」             | 4thアルバム 『True』            |
| 10th | 2008年4月2日   | Dune 2008                    | KEN P'UNK （tetsuya）   | 34thシングル 「DRINK IT DOWN」          | 1stアルバム 『DUNE』            |
| 11th | 2010年1月27日  | ROUTE 666 -2010-             | YUKI P'UNK （hyde）     | 36thシングル 「BLESS」                  | 8thアルバム 『REAL』            |
| 12th | 2011年6月29日  | metropolis -2011-            | T.E.Z P'UNK （ken）     | 37thシングル 「GOOD LUCK MY WAY」       | 9thシングル 「winter fall」     |

### 映像作品
| リリース日                                   | タイトル                                               | 収録曲                                                                                   |
| -------------------------------------------- | ------------------------------------------------------ | ---------------------------------------------------------------------------------------- |
| 2005年6月1日（DVD版） 2014年3月19日（BD版）  | SMILE TOUR 2004 〜全国編〜                             | 「milky way」                                                                            |
| 2006年6月22日（DVD版） 2014年3月19日（BD版） | ASIALIVE 2005                                          | 「Round and Round 2005」                                                                 |
| 2007年11月14日 2008年11月26日（再発）        | Hurry Xmas                                             | 「I Wish 2007 (Music Clip)」                                                             |
| 2008年4月2日（DVD版） 2014年3月19日（BD版）  | Are you ready? 2007 またハートに火をつけろ! in OKINAWA | 「Feeling Fine 2007」 「HONEY 2007」                                                     |
| 2008年8月27日（DVD版） 2014年3月19日（BD版） | TOUR 2007-2008 THEATER OF KISS                         | 「夏の憂鬱 [SEA IN BLOOD 2007]」 「I Wish 2007」                                         |
| 2009年12月9日 2010年11月24日（再発）         | Hurry Xmas                                             | 「I Wish 2007 (LIVE)」                                                                   |
| 2010年3月31日（DVD版） 2014年3月19日（BD版） | TOUR 2008 L'7 〜Trans ASIA via PARIS〜                 | 「Feeling Fine 2007」 「HONEY 2007」                                                     |
| 2011年4月6日                                 | FIVE LIVE ARCHIVES 2                                   | Disc 4: 「Feeling Fine 2007」 「HONEY 2007」 Disc 5: 「milky way」 「Feeling Fine 2007」 |